# Pleurospermopsis
Pleurospermopsis je biljni rod trajnica i dvogodišnjeg bilja iz porodice štitarki. Postoje tri vrste iz Indije, Kine, Nepala, Butana i Tibeta.
Rod je opisan u Journal of Botany, British and Foreign 76: 200. 1938.

## Vrste
1. Pleurospermopsis bicolor (Franch.) Jing Zhou & Jin Wei
2. Pleurospermopsis mieheanus (Pimenov & Kljuykov) comb.ined.
3. Pleurospermopsis sikkimensis (C.B.Clarke) C.Norman; tipična